# Savski Marof
Savski Marof falu Horvátországban Zágráb megyében. Közigazgatásilag Brdovechez tartozik.

## Fekvése
Zágráb központjától 21 km-re északnyugatra, községközpontjától 4 km-re nyugatra a Száva völgyében, a Zágráb-Ljubljana vasútvonal mellett fekszik.

## Története
A falunak 1890-ben 59, 1910-ben 57 lakosa volt. Trianon előtt Zágráb vármegye Zágrábi járásához tartozott. 2011-ben a falunak 29 lakosa volt, ezzel a község legkisebb települése.

## Lakosság

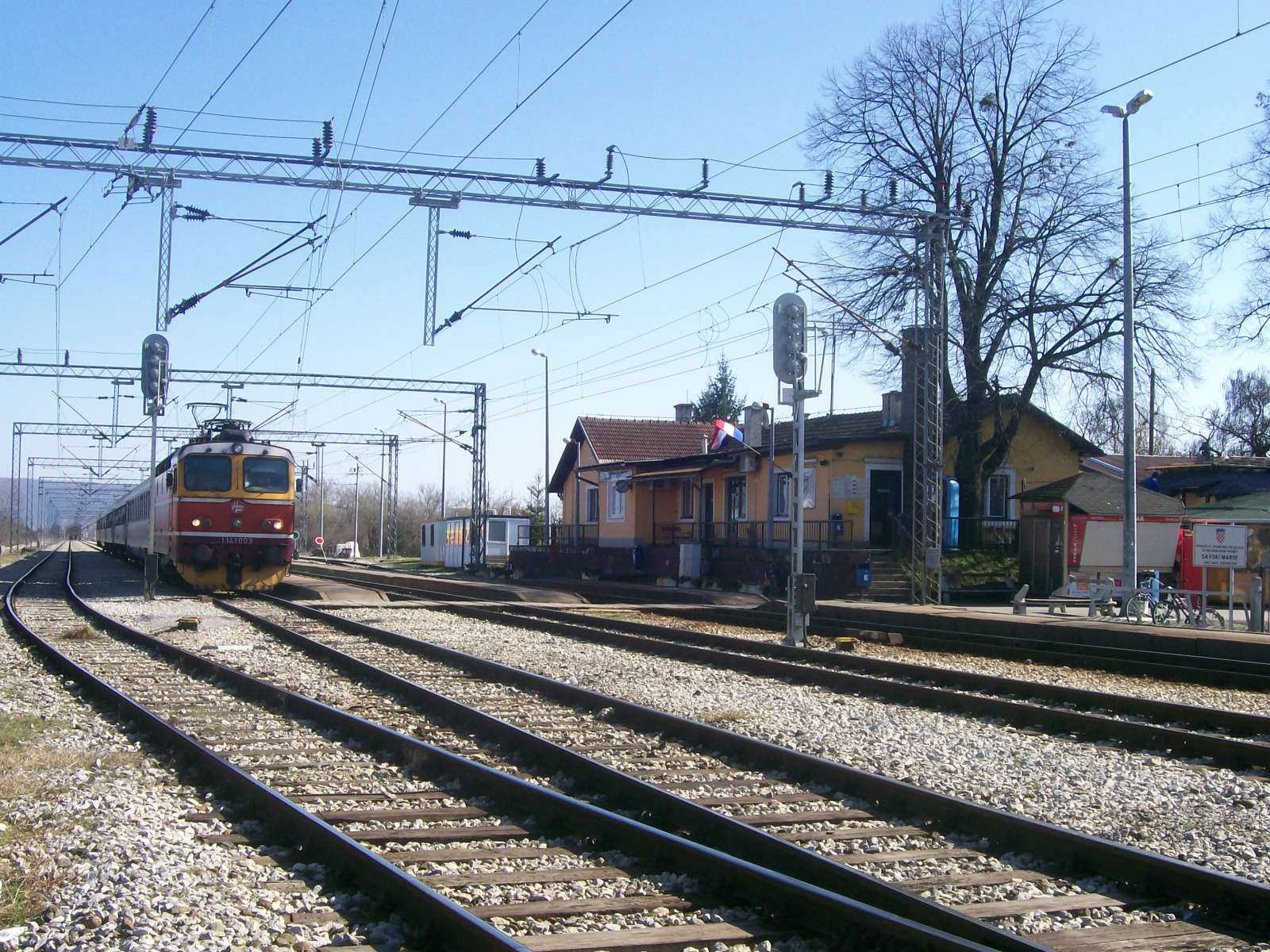
Savski Marof vasútállomása

| Lakosság változása | Lakosság változása | Lakosság változása | Lakosság változása | Lakosság változása | Lakosság változása | Lakosság változása | Lakosság változása | Lakosság változása | Lakosság változása | Lakosság változása | Lakosság változása | Lakosság változása | Lakosság változása | Lakosság változása | Lakosság változása |
| ------------------ | ------------------ | ------------------ | ------------------ | ------------------ | ------------------ | ------------------ | ------------------ | ------------------ | ------------------ | ------------------ | ------------------ | ------------------ | ------------------ | ------------------ | ------------------ |
| 1857               | 1869               | 1880               | 1890               | 1900               | 1910               | 1921               | 1931               | 1948               | 1953               | 1961               | 1971               | 1981               | 1991               | 2001               | 2011               |
| 0                  | 0                  | 0                  | 59                 | 23                 | 57                 | 41                 | 77                 | 58                 | 84                 | 110                | 83                 | 76                 | 34                 | 35                 | 29                 |

## Nevezetességei
Ipari műemlék a régi szeszgyár épületegyüttese, mely Savski Marof délnyugati részén található. A gyárat a 19. század második felében alapították a Janusevac-uradalomban. Az egykori "Vrbina" birtokból (amelynek közepén az uradalmi központ, a kastély épült) két 1850 előtt épült melléképület maradt fenn, míg további gyárépületek és két téglakémény a 19. században épültek. A Savski Marofban található régi szeszesital- és habgyár nemcsak az első ilyen jellegű üzem volt Horvátországban, hanem egyben a gazdasági és ipari fejlődés egyik úttörője volt. Az épületegyüttes a horvát ipari építészet értékes példája a 19. század második feléből és a 20. század első évtizedeiből.
Savski Marof az utolsó vasútállomás a Zágráb-Ljubljana vonalon a szlovén határ előtt. Ezután ágazik el a Szutla völgyébe a Kumrovec felé menő vasútvonal is.